# Хогманай

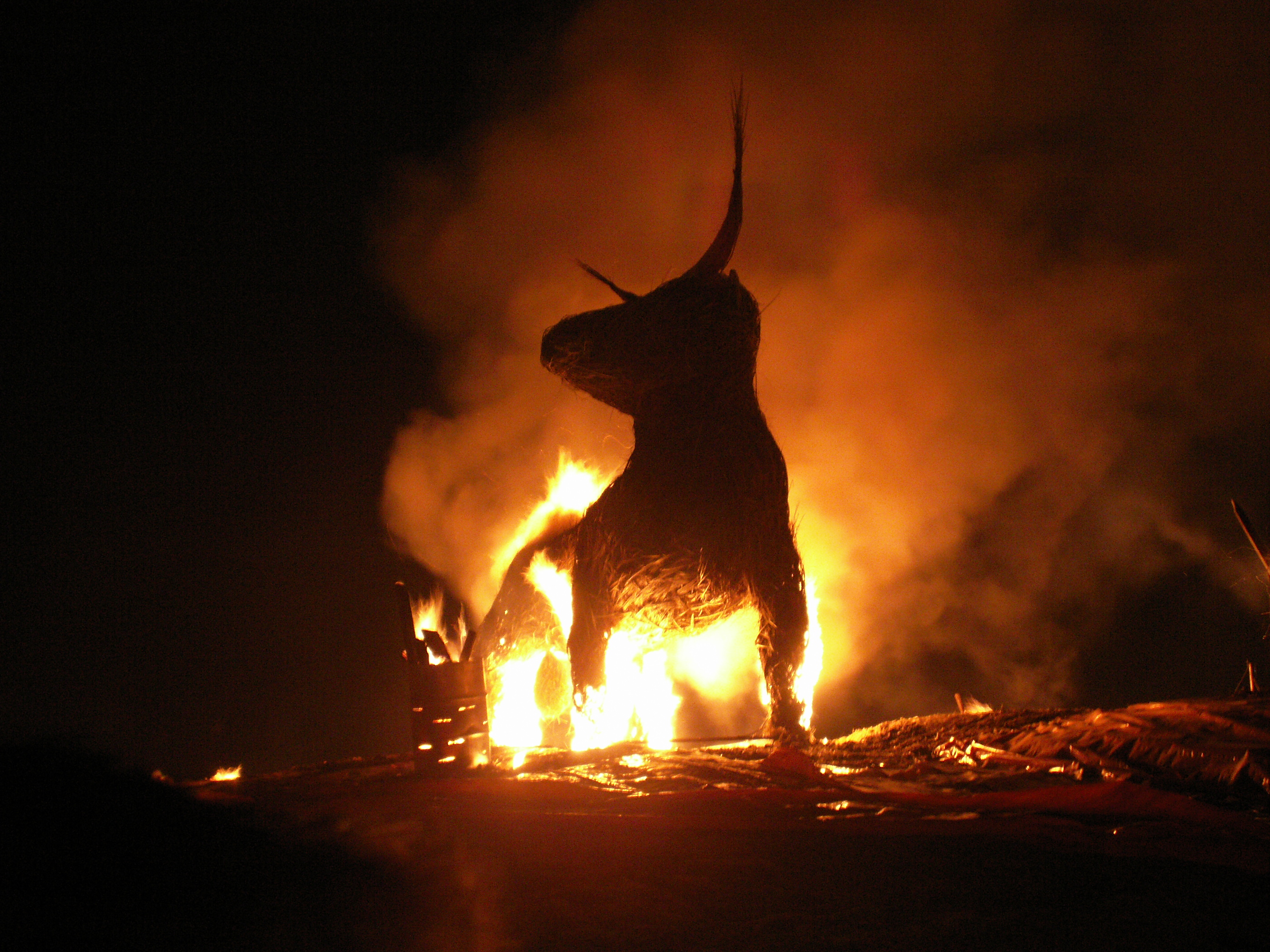
Традиционное сожжение

Хогманай (скотс Hogmanay, [ˌhɔɡməˈneː]) — шотландский праздник последнего дня в году. Празднование включает в себя факельные шествия, различные развлечения с огнём (файр-шоу, фейерверки, сожжения). Длится праздник 2 дня.
Одной из основных традиций является посещение друзей и соседей, с особым вниманием к первому в новом году гостю. Первый человек, пересёкший порог дома после полуночи, обычно несёт символический подарок — соль, уголь, песочное печенье, виски или фруктовый кекс (black bun), каждый из которых сулит хозяевам определённый вид удачи в наступающем году. Больше всего хозяева рады, если первый гость высок ростом и темноволос.
Популярно, как и в весь рождественский период, коллективное исполнение песни «Auld Lang Syne».
Происхождение названия праздника неясно; по одной версии, оно появилось из oge maidne («новое утро»), по другой — от Haleg Moneth («святой месяц»).